# Fons Timavi
Fons Timavi (« Source du Timave », Bocche del Timavo, en italien) ou Lacus Timavi  est le nom latin de la résurgence de la Reka, rivière slovène qui, après s'être perdue sous terre dans le plateau calcaire du Karst et avoir fait un parcours de 34 km (grottes de Škocjan), ressort en Italie avant de se jeter deux kilomètres plus loin dans la mer Adriatique sous le nom de Timavo. La majesté du lieu a frappé les Anciens.

## Localisation
La résurgence se situe dans la commune de Duino-Aurisina (province de Trieste), au nord-ouest du territoire communal, près de la localité de San Giovanni di Duino (it), dans un secteur boisé. L'eau s'échappe au pied du Carso par quatre bouches principales qui alimentent trois grands bassins naturels lesquels, en se réunissant, donnent naissance au fleuve Timave.

## Hydrogéologie
Le lien entre la perte de la Reka et la résurgence du Timave n'a été prouvé qu'en 1907, par la méthode de la coloration des eaux. Cependant, la circulation des eaux souterraines est un phénomène très complexe qui n'exclut pas qu'une partie des eaux de la Reka ressurgisse ailleurs, y compris dans des sources sous-marines, et, à l'inverse, la résurgence du Timave peut être alimentée par d'autres pertes que celle de la Reka ainsi que par l'infiltration des précipitations dans le sol du Carso. Le débit moyen est de 27 m3/s.
Dans l'Antiquité et au-delà, les voyageurs étaient frappés par la violence et le rugissement avec lequel les eaux se déversaient par les différentes bouches, ce qui explique la nature et la quantité des témoignages relatifs à la source du Timave. Aujourd'hui, le site est nettement moins impressionnant ; en effet, par l'effet du bradyséisme, le niveau du sol s'est modifié et le rocher percé par les bouches s'est enfoncé par rapport à la surface des bassins.

## La résurgence dans l'Antiquité
Le témoignage le plus célèbre est celui que donne Virgile, au livre I de l’Énéide :
Antenor potuit mediis elapsus Achivis

Illyricos penetrare sinus atque intuma tutus

Regna Liburnorum et fontem superare Timavi,

Unde per ora novem vasto cum murmure montis

it mare proruptum et pelago premit arva sonanti.
Il fait référence au héros troyen Anténor, qui, après la prise de Troie, embarqua avec ses compagnons et aborda à cet endroit avant d'aller plus à l'ouest fonder la ville de Padoue et d'être selon la tradition à l'origine des Vénètes de l'Adriatique. Virgile mentionne aussi le Timave dans les Bucoliques et les Géorgiques.
Selon Strabon, il n'y avait que sept bouches.
Il n'est pas étonnant qu'un endroit aussi remarquable ait pris un caractère sacré. Outre Temavus, la divinité du fleuve et de la source, on y honorait Diomède qui, après la chute de Troie, avait voyagé longuement le long de la côte adriatique, Hercule, Saturne, etc.

## Église S. Giovanni al Timavo
L'église S. Giovanni al Timavo (it) – appelée aussi S. Giovanni in Tuba (ou di Tuba) –, qui est établie auprès du site, date du XVe siècle. Elle a remplacé une église remontant au XIe siècle, qui a elle-même pris la place d'une basilique paléochrétienne dotée d'une abside polygonale. Un sanctuaire devait exister à cet endroit dès l'époque préromaine et romaine, en rapport avec la divinité du fleuve.
Plusieurs inscriptions antiques découvertes sur le site ont été insérées dans le mur extérieur de l'abside. La plus célèbre est la dédicace à Caius Sempronius Tuditanus, vainqueur des Istriens (Histri) en 129 av. J.-C.

## Autres monuments du site
À proximité de la résurgence, le long de la route SS 14, a été élevé après la Première Guerre mondiale un monument en l'honneur des Lupi di Toscana (it), œuvre de l'architecte Guido Cirilli (it) (1871-1954). Les « loups de Toscane » est le nom donné à une brigade d'infanterie qui s'est particulièrement illustrée en 1916 dans les combats des Alpes orientales.